# Карл Олівер
Карл Олівер (молодший) (англ. Carl Oliver Jr.; нар. 30 січня 1969) — багамський легкоатлет, який спеціалізувався в бігу на короткі дистанції.

## Спортивні досягнення
Бронзовий олімпійський призер з естафетного бігу 4×400 метрів (2000, виступав у забігу). Фіналіст (7-е місце) з естафетного бігу 4×400 метрів на Олімпіаді-1996.
Чемпіон світу з естафетного бігу 4×400 метрів (2001, виступав у забігу). Бронзовий призер з естафетного бігу 4×400 метрів на чемпіонаті світу (2003, виступав у забігу). Фіналіст (6-е місце) змагань з естафетного бігу 4×400 метрів на чемпіонаті світу (1999).
Бронзовий призер Ігор Співдружності з естафетного бігу 4×400 метрів (2002, виступав у забігу).